# São Luís (Roraima)
São Luís is een gemeente in de Braziliaanse deelstaat Roraima. De gemeente telt 5.979 inwoners (schatting 2009).
De gemeente grenst aan Caracaraí, São João da Baliza en Rorainópolis.